# Conor O'Clery
Conor O'Clery (Belfast, ...) è un giornalista e scrittore irlandese.

## Biografia
Nato a Belfast, Conor O'Clery si è laureato alla Queen's University Belfast nel 1972. Durante gli anni universitari è stato vicedirettore di The Gown, il giornale studentesco dell'università.

### Carriera
O'Clery ha lavorato per il quotidiano The Irish Times per oltre 30 anni ricoprendo varie posizioni, tra cui redattore di notizie e corrispondente estero con sede a Londra, Mosca, Washington, Pechino e New York.
Ha scritto articoli per la rivista The New Republic da Mosca, contribuito alle colonne di Newsweek International, ed è stato un frequente commentatore sui canali broadcast di BBC, NPR e CNN.
O'Clery ha vinto diversi premi, tra cui quello di giornalista dell'anno, due volte, in Irlanda: la prima, nel 1987, per il suo reportage sull'Unione Sovietica, e la seconda, nel 2002, per aver riportato gli attacchi dell'11 settembre al World Trade Center di New York, a cui ha assistito dal suo ufficio a tre isolati di distanza.
Alla carriera giornalistica, O'Clery ha affiancato quella letteraria, scrivendo diversi libri.

### Vita privata
Vive a Dublino con la moglie armena di origine russa, Zhanna. Il suo libro, The Shoemaker and his Daughter, racconta la storia della famiglia di Zhanna, una normale famiglia sovietica, dall'11ª guerra mondiale alla caduta dell'Unione Sovietica che ha vinto il premio Michel Déon 2020 per la saggistica.

## Opere
- Phrases Make History Here: Century of Irish Political Quotations, 1886-1986, Dublino, O'Brien Press, 1986, ISBN 0-86278-108-6.
- The dictionary of political quotations on Ireland, 1886-1987: phrases make history here, Boston,  G.K. Hall, 1987, ISBN 0-8161-8939-0.
- Melting Snow: An Irishman in Moscow, Appletree, 1991, ISBN 0-86281-291-7.
- America, A Place Called Hope?, Dublino, O'Brien Press, 1993, ISBN 0-86278-342-9.
- The Greening of the White House, Dublino, Gill & Macmillan, 1996, ISBN 0-7171-2491-6.
- Daring Diplomacy: Clinton's Secret Search for Peace in Ireland, Boulder, Roberts Rinehart Publishers, 1997, ISBN 1-57098-130-2.
- Ireland in Quotes: A History of the Twentieth Century, Dublino, O'Brien Press, 1999, ISBN 0-86278-592-8.
- Panic at the Bank: How John Rusnak Lost AIB $700 Million (co-autore con Siobhan Creaton), Dublino, Gill & Macmillan, 2002, ISBN 0-7171-3563-2.
- The Billionaire Who Wasn't: How Chuck Feeney Secretly Made and Gave Away a Fortune, New York, PublicAffairs, 2007, ISBN 978-0-7867-2628-8.
- May You Live in Interesting Times, Dublino, Poolbeg, 2008, ISBN 978-1-84223-325-2.
- Moscow, December 25, 1991: The Last Day of the Soviet Union, Dublino, Transworld Ireland, 2011, ISBN 978-1-84827-112-8.
- The Star Man, Cork, Somerville Press, 2016, ISBN 978-0-9927364-6-0.
- The Shoemaker and his Daughter, Dublino, Doubleday, 2018, ISBN 978-1-78162-043-4.